# Онейроиден синдром
Онейроидният синдром е състояние, което се проявява в периодичното протичане на шизофренията. Описано е за първи път от немския лекар Майер-Грос (на немски Meyer-Gross) (1928), предимно статистически. По-късно българският психиатър Стоян Стоянов (1961) изследва неговата динамика. Според него онейроидният синдром включва следните стадии в своето развитие:
1. Вегетативни и общосоматични нарушения;
2. Налудно настроение, свързано с чувството за настъпваща необяснима и заплашителна промяна в околния свят;
3. Афективно-налудна дереализация и деперсонализация. При това състояние болните имат много силни, емоционално натоварени преживявания за случваща се промяна в предметите и предметната действителност, както в със самите тях. Те започват да приемат, че тяхната самоличност е променена, да считат себе си за известни личности от историята и митологията и да смятат, че се намират в друг свят, където вещите и събитията се интерпретират през болестното въображение;
4. Фантастно-афективно-налудна деперсонализация и дереализация и илюзорна деперсонализация и дерерализация. На този етап от синдромообразуването към налудните изкривявания на действителността се прибавят и фантастни илюзии за зрелищни събития, като природни катаклизми, войни и др., които се развиват с калейдоскопична бързина и притежават интензивността на случващи се на живо събития. Болните обикновено участват в тях като зрители;
5. Онейроидна кататония в кулминацията на пристъпа. В етапа на онейроидното помрачение на съзнанието болните изпадат в състояние, което е съноподобно и придружено с нарушения на моториката-възбуда или ступор.

След излизането от пристъпа споменът за преживяванията е съхранен.
Прогнозата на онейроидната кататония е по-добра в сравнение с луцидната, която протича на фона на ясно съзнание.